# Duane Chase
Duane Dudley Chase (Los Ángeles, California, 12 de diciembre de 1950) es un ingeniero de software, y exactor estadounidense más conocido por su papel de Kurt von Trapp en la versión cinematográfica de The Sound of Music.

## Primeros años
Chase nació el 12 de diciembre de 1950 en Los Ángeles, California. Empezó a aparecer en comerciales de televisión a los 11 años, junto con un poco de modelaje. Salió del espectáculo después de la secundaria, y se mudó a Los Ángeles y por un tiempo combatido incendios con el servicio forestal. 

## Carrera

### The Sound of Music
En 1965 se unió al elenco principal de la popular y exitosa película The Sound of Music, donde su personaje era unos años más joven que él, dándole vida a Kurt von Trapp, el hijo menor de la familia on Trapp. La película fue, en general, una experiencia muy feliz para él y para sus compañeros de reparto, con los que formó gran amistad.
Su personaje se basó en un miembro real de la familia von Trapp, Werner von Trapp (1915-2007) el segundo hijo de Georg Ludwig von Trapp y de su primera esposa Agathe Whitehead. 

## Años posteriores
En el verano de 1969, Chase se unió al Servicio Forestal de los Estados Unidos en Santa Bárbara (California) después de graduarse de Rolling Hills High School en Rolling Hills, California. 
Luego se matriculó en la Universidad de California, y se graduó en 1976 con un BS en geología. Después de trabajar en una refinería de Chevron en Denver durante un año, luego se matriculó en la Universidad de Alabama y obtuvo una maestría en geología.
Hoy vive en Seattle, Washington, y es diseñador de software asistido por ordenador para los geólogos y geofísicos. Está casado con Petra Maria que nació en Hamburgo, Alemania, y es una enfermera registrada (RN).